# 肖恩·朗
肖恩·迈克尔·朗（1993年1月29日—）為美國男子籃球運動員，出生於美國路易斯安那州摩根城。2017年10月朗加盟中国男子篮球职业联赛新疆飞虎頂替養傷的安德雷·布拉切，於11月布拉切回歸球隊以後朗就離開球隊。2020-21賽季朗代表韓國籃球聯賽蔚山現代摩比斯太陽神出賽54場，場均上場27分20秒，可挹注21.3分、10.8籃板、2.0助攻，該賽季收下KBL年度MVP以及年度最佳外籍球員陣容，接著轉戰Levanga北海道兩個球季，再到大阪七福神效力一季，2024年6月蔚山現代摩比斯太陽神宣布朗重返球隊。

## 外部連結
- 肖恩·朗在fiba.basketball（英语）
- 肖恩·朗在archive.fiba.com（存檔）（英语）
- 肖恩·朗在NBA官網（英语）
- 肖恩·朗在B聯賽官網（日语）
- 肖恩·朗在韓國籃球聯賽官網（英语）
- 肖恩·朗在Basketball-Reference.com（NBA）（英语）
- 肖恩·朗在Basketball-Reference.com（NBA G聯盟）（英语）
- 肖恩·朗在Basketball-Reference.com（國際）（英语）
- 肖恩·朗在Sports-Reference.com（NCAA）（英语）
- 肖恩·朗在Eurobasket.com（球員）（英语）
- 肖恩·朗在Proballers（英语）
- 肖恩·朗在RealGM（英语）
- 肖恩·朗在中国篮球数据库
- 肖恩·朗在Flashscore（英语）